# Trochoideus coeloantennatus
Trochoideus coeloantennatus es una especie de coleóptero de la familia Endomychidae.

## Distribución geográfica
Habita en Argentina.